# Alternaria

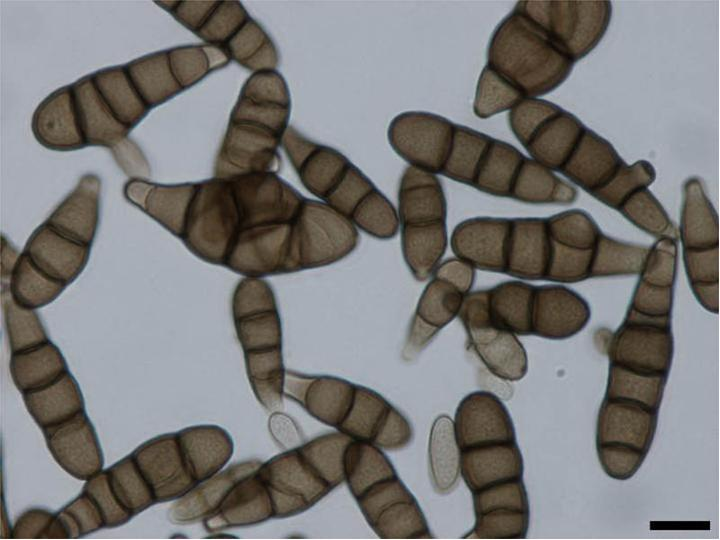
Alternaria brassicicola

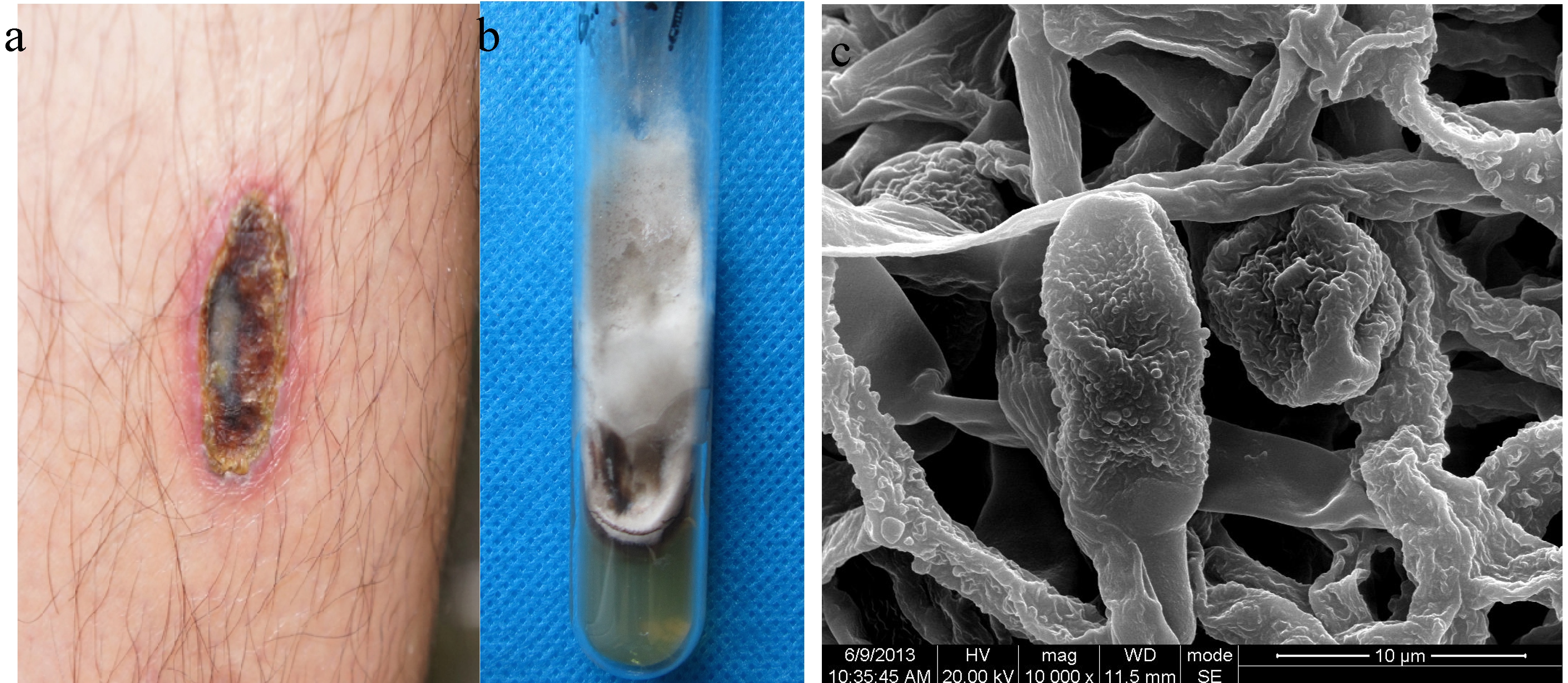
Wrzód na nodze wywołany przez grzyby Alternaria. Po prawej stronie zdjęcie mikroskopowe konidioforów i konidiów

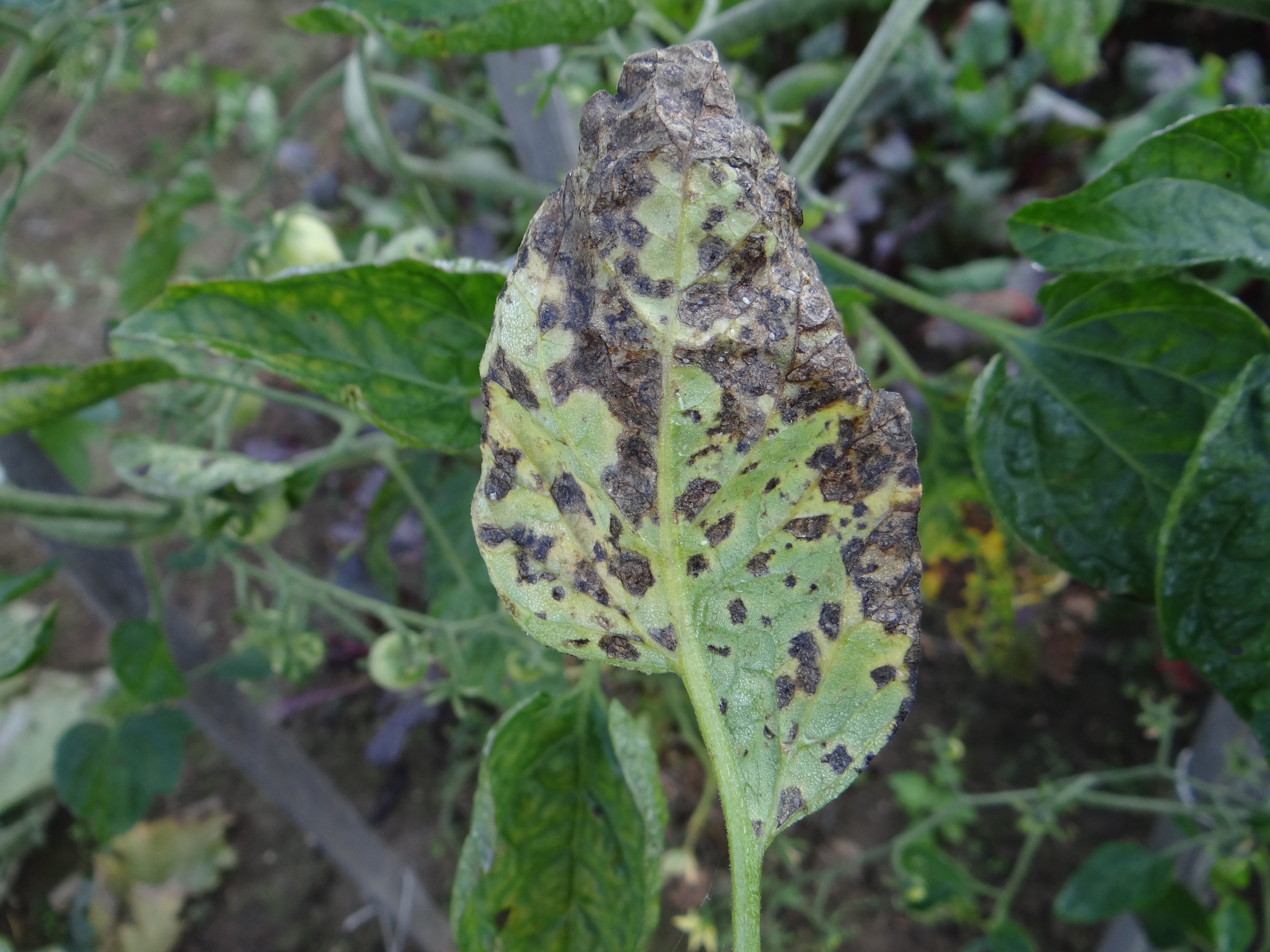
Sucha plamistość liści ziemniaka wywołana przez Alternaria solani

Alternaria Nees – rodzaj workowców z klasy Dothideomycetes. Należy do niego kilkaset gatunków. Grzyby mikroskopijne, saprotrofy lub pasożyty. Niektóre są endemitami, większość jest szeroko rozprzestrzeniona na całym świecie.

## Morfologia
Występują głównie w postaci anamorfy. Te, które wytwarzają teleomorfę, dawniej zaliczane do rodzaju Alternaria, według klasyfikacji Index Fungorum obecnie zostały zaliczone do rodzaju Lewia.
Anamorfy tworzą oliwkowobrunatne, zazwyczaj proste, czasami tylko rozgałęzione konidiofory. Zdarza się, że konidiofory wyrastają wprost z konidiów. Komórki konidiotwórcze oliwkowobrunatne, o cylindrycznym kształcie z pojedynczym punktem konidiotwórczym, do którego przylegają szerszym końcem. Konidia są podzielone przegrodami właściwymi na dwie lub kilka komórek. Mają odwrotnie maczugowaty, elipsoidalny lub gruszkowaty kształt, jasnobrunatną, oliwkowobrunatną lub oliwkową barwę, brodawkowatą lub gładką powierzchnię. Powstają pojedynczo, lub w łańcuszkach. Konidia powstające pojedynczo mają zazwyczaj długi, czasami rozgałęziony dzióbek i przegrody podłużne. Konidia powstające w łańcuszkach charakteryzuje wzrost akropetalny – każde starsze konidium staje się komórką konidiotwórczą następnego, w wyniku czego powstają akropetalne łańcuszki konidiów. Czasami wytwarzane są chlamydospory.

## Systematyka i nazewnictwo
Pozycja w klasyfikacji według Index Fungorum: Pleosporaceae, Pleosporales, Pleosporomycetidae, Dothideomycetes, Pezizomycotina, Ascomycota, Fungi.
Synonimy nazwy naukowej:
Allewia E.G. Simmons,
Crivellia Shoemaker & Inderb.,
Elosia Pers.,
Lewia M.E. Barr & E.G. Simmons,
Macrosporium Fr.,
Prathoda Subram.,
Rhopalidium Mont.,
Trichoconiella B.L. Jain,
Undifilum B.M. Pryor, Creamer, Shoemaker, McLain-Romero & Hambl.

## Gatunki występujące w Polsce
- Alternaria alternata (Fr.) Keissl. 1912
- Alternaria brassicae (Berk.) Sacc. 1880
- Alternaria brassicicola (Schwein.) Wiltshire 1947
- Alternaria capsici-annui Săvul. & Sandu 1936
- Alternaria chenopodii A. Raabe 1938
- Alternaria cerasi Potebnia 1907
- Alternaria cucumerina (Ellis & Everh.) J.A. Elliott 1917
- Alternaria crassa (Sacc.) Rands 1917
- Alternaria dauci (J.G. Kühn) J.W. Groves & Skolko 1944
- Alternaria dianthi J.V. Almeida & Sousa da Câmara 1903
- Alternaria eryngii (Pers.) S. Hughes & E.G. Simmons 1958
- Alternaria infectoria E.G. Simmons 1986
- Alternaria geophila Dasz. 1912
- Alternaria grisea Svilv. 1936
- Alternaria grossulariae Jacz. 1917
- Alternaria humicola Oudem. 1902
- Alternaria mali Roberts 1914
- Alternaria maritima G.K. Sutherl. 1916
- Alternaria papavericola Woudenb. & Crous 2013
- Alternaria petroselini (Neerg.) E.G. Simmons 1976
- Alternaria porri (Ellis) Cif. 1930
- Alternaria radicina Meier, Drechsler & E.D. Eddy 1922
- Alternaria raphani J.W. Groves & Skolko 1944
- Alternaria senecionis Neerg. 1946
- Alternaria scorzonerae (Aderh.) Loer. 1984
- Alternaria solani Sorauer 1896
- Alternaria scrophulariae (Desm.) Rossman & Crous 2015
- Alternaria somniferi (Har. & Briard) Sawada 1958
- Alternaria sonchi Davis 1916
- Alternaria tenuissima (Kunze) Wiltshire 1933
- Alternaria zinniae M.B. Ellis 1972

Nazwy naukowe na podstawie Index Fungorum. Uwzględniono tylko taksony zweryfikowane. Wykaz gatunków według W. Mułenki i in ora  opracowania Polskie nazwy chorób roślin uprawnych. Autorzy zastrzegają, że jest to tylko lista wstępna, niepełna. Oprócz wyżej wymienionych gatunków w polskiej literaturze naukowej podano także wiele innych przedstawicieli rodzaju Alternaria bez rozróżnienia gatunku.

## Znaczenie
- Grzyby z rodzaju Alternaria są rozpowszechnione na całym świecie i są wszechobecne w naszym otoczeniu. Żyją i rozwijają się w górnych warstwach gleby, na roślinach, owocach i warzywach, materiałach włókienniczych, w kanalizacji, klimatyzacji, a nawet na wilgotnych ścianach, parapetach itp. Ich zarodniki występują także w powietrzu[6][7].
- Niektóre gatunki wywołują groźne choroby roślin zwane alternariozami. Ocenia się, że powodują około 20% szkód w rolnictwie[7]. Choroby te to m.in.: alternarioza agrestu, alternarioza buraka, alternarioza cebuli, alternarioza chryzantemy, alternarioza cynii, alternarioza cynerarii, alternarioza dyni oleistej, alternarioza dyniowatych, alternarioza goździka, alternarioza lewkonii, alternarioza naci marchwi, alternarioza papryki, alternarioza pietruszki, alternaria pomidora, alternarioza tytoniu, alternarioza ziemniaka[4] i czerń krzyżowych[8].
- Niektóre gatunki wywołują u ludzi i zwierząt choroby skóry, błon śluzowych, gałek ocznych (tzw. grzybice), a także układu oddechowego. Zarodniki Alternaria są jednymi z najgroźniejszych alergenów. Wywołują katar sienny, astmę i inne choroby[7]. W Polsce największe stężenie w powietrzu zarodników różnych gatunków grzybów Alternaria występuje głównie w czerwcu i lipcu[9].